# 修羅日記
「修羅日記」（しゅらにっき）は、伊東歌詞太郎の楽曲。11作目のデジタル配信限定シングルとして2024年7月10日にKADOKAWAより各音楽配信サービスにてリリースされた。

## 概要
前作『STARLIGHT』から約1年5か月ぶり、KADOKAWAからのデジタルリリースは『スプリングルズ・サワークリーム』以来約3年ぶりとなる。
TVアニメ「異世界失格」オープニングテーマとなっており、本作のジャケットイラストレイションは、しうん、アートディレクターをiga kittyが手掛けている。

## 収録内容
| 全作詞: 伊東歌詞太郎、全作曲・編曲: てにをは。 |                            |              |            |      |
| #                                              | タイトル                   | 作詞         | 作曲・編曲 | 時間 |
| 1.                                             | 「修羅日記」               | 伊東歌詞太郎 | てにをは   | 3:50 |
| 2.                                             | 「修羅日記」(instrumental) | 伊東歌詞太郎 | てにをは   | 3:50 |
| 合計時間:                                      | 合計時間:                  | 7:40         |            |      |